# لومور أغبينينو
لومور أغبينينو (بالإنجليزية: Lumor Agbenyenu)‏ (15 أغسطس 1996 بأكرا في غانا - ) هو لاعب كرة قدم غاني في مركز الدفاع. شارك مع منتخب غانا لكرة القدم. أما مع النوادي، فقد لعب مع ميونخ 1860 ونادي بورتيمونينسي.

## روابط خارجية
- لومور أغبينينو على موقع اتحاد تركيا (لاعب) (الإنجليزية)
- لومور أغبينينو على موقع قاعدة بيانات كرة القدم.إي يو (الإنجليزية)
- لومور أغبينينو على موقع بيانات كرة القدم. دي إي (الألمانية)
- لومور أغبينينو على موقع ناشيونال فوتبول تيمز (الإنجليزية)
- لومور أغبينينو على موقع Soccerway.com (الإنجليزية)
- لومور أغبينينو على موقع عالم كرة القدم.نت (الإنجليزية)